# Jeremi Przybora
Jeremi Stanisław Przybora (Varsovia, 12 de diciembre de 1915 - 4 de marzo de 2004) fue un poeta, escritor, escritor satírico y actor polaco. Fue Cocreador (junto con Jerzy Wasowski) del programa satírico de televisión Kabaret Starszych Panów y Kabaret Jeszcze Starszych Panów, así como del radioteatro “Eterek”, una serie de  programas de televisión “Divertimento”, y autor del libreto de musical Peter Pan.
Como escritor Jeremi Przybora publicó varios cuentos, una autobiografía en partes, titulada Memuary y una recopilación de sus poemas Piosenki prawie wszystkie. Los maestros literarios de Przybora eran: Tadeusz Boy- Żeleński, Konstanty Ildefons Gałczyński i Stanisław Lem.

## Biografía
Nació en una familia noble, siendo el menor de tres hijos (su hermano Wiesław tenía entonces 11 años, y su hermana Halina 7). Su padre, Stefan Przybora, era ingeniero- pastelero, propietario de una fábrica de dulces y de una pastelería en Varsovia; su madre Jadwiga era ama de casa.  Se graduó en la escuela secundaria evangélica Mikołaj Rej en Varsovia. Después entró a estudiar en la Escuela de Economía y en la Universidad de Varsovia, con especialización de Filología Inglesa. No terminó la carrera.  
Durante años cooperaba con Polskie Radio, antes de la guerra era presentador en la emisora de Varsovia, después de la guerra trabajaba en la emisora Rozgłośnia Pomorska de Polskie Radio en Bidgostia, donde ideó un ciclo de las audiciones satíricas “Pokrzywy nad Brdą”. Tras regresar a Varsovia, trabajó en la redacción de entretenimiento, donde creó el radioteatro "Eterek". Además era conocido como narrador de la Crónica Cinematográfica Polaca, autor de letras de canciones, libros, libretos para obras de teatro (incluida la versión polaca de Peter Pan, con música de Janusz Stokłosa, dirigida por Janusz Józefowicz), guionista de la película Upał dirigida por Kazimierz Kutz. 
Przybora fue quien leyó la versión inglesa del comunicado-despedida de la emisora Varsovia II antes de la entrada de los alemanes en Varsovia el 30 de septiembre. Durante el Levantamiento de Varsovia dirigió programas en la emisora civil de la Radio Polaca, que se puso en marcha el 9 de agosto de 1944.  Durante el asedio de Varsovia en 1939 conoció en la radio a Jerzy Wasowski. Después de la guerra se encontró con Wasowski en 1948 y le propuso que escribiera música para sus letras. En los años 1947-1957 fue miembro del Partido Obrero Polaco y del Partido Obrero Unificado Polaco.
Se casó tres veces: con Maria Burska, Jadwiga Berens y Alicja Wirth. Es padre de la modelo y presentadora Marta Przybora (de su primer matrimonio) y de Konstanty Przybora (de su segundo matrimonio), especialista en publicidad.
Tras una ceremonia fúnebre en la Iglesia Evangélica-Reformada de Varsovia, fue enterrado en el cementerio evangélico-reformado.

## Obras
- Gburlet (W tym szaleństwie jest metoda, Kabaret „Stodoła”) (1957)
- Spacerek przez „Eterek” (1957)
- Listy z podróży (1964)
- Baśnie Szeherezadka (1966)
- Listy z podróży. Poczta druga (1969)
- Kabaret Starszych Panów. Wybór (1970)
- Miłość do magister Biodrowicz (1972)
- Kabaret Starszych Panów. Wybór drugi (1973)
- Dziecko Szczęścia. Listy z Podróży. Poczta trzecia (1975)
- Divertimento (1976)
- Mieszanka firmowa (1977)
- Uwiedziony (1978)
- Ciociu, przestrasz wujka (1979)
- Kabaret jeszcze Starszych Panów (1980)
- Teatr Nieduży (1980)
- Piosenki, które śpiewałem sam lub z Przyjacielem (1990)
- Piosenki, które śpiewali inni (1991)
- Autoportret z piosenką (1992)
- Nieszczęśliwy wypadek podczas wniebowzięcia (1994)
- Przymknięte oko opaczności. Memuarów cz. I (1994)
- Kabaret Starszych Panów I (1995)
- Przymknięte oko opaczności. Memuarów cz. II (1998)
- Zdążyć z happy endem. Memuarów cz. III (1998)
- ...słówko rymowane jak co roku (2000)
- Piotruś Pan – libretto musicalu (2001)
- Piosenki prawie wszystkie (2001)
- Przymknięte oko opaczności (2004)

## Premios y reconocimientos
- Premio del Ministro de la Cultura y Arte 3º grado, para sus obras (1973)[5]
- Micrófono Dorado (1973)[6]
- Micrófono de diamante (1995)
- Título Honorífico de Starosta de Kutno (1995)[7]
- Cruz de la Armada con la estrella de la Orden de Polonia Restituta por “por su contribución significativa a la cultura polaca, por sus logros en la creación artística y la obra literaria” (1997)[8]

## Homenaje
Desde 2005 en Kutno se celebra el concurso anual de la canción Ogólnopolski Konkurs Piosenek Jeremiego Przybory Stacja Kutno. El 23 de abril de 2020 en Białobrzegi se inauguró un banco conmemorativo de Jeremi Przybora.
En 2003 en Welwyn Garden City (Gran Bretaña) la comunidad polaca fundó su escuela sabatina Jeremi Przybora.